# Mülner (Zürich)

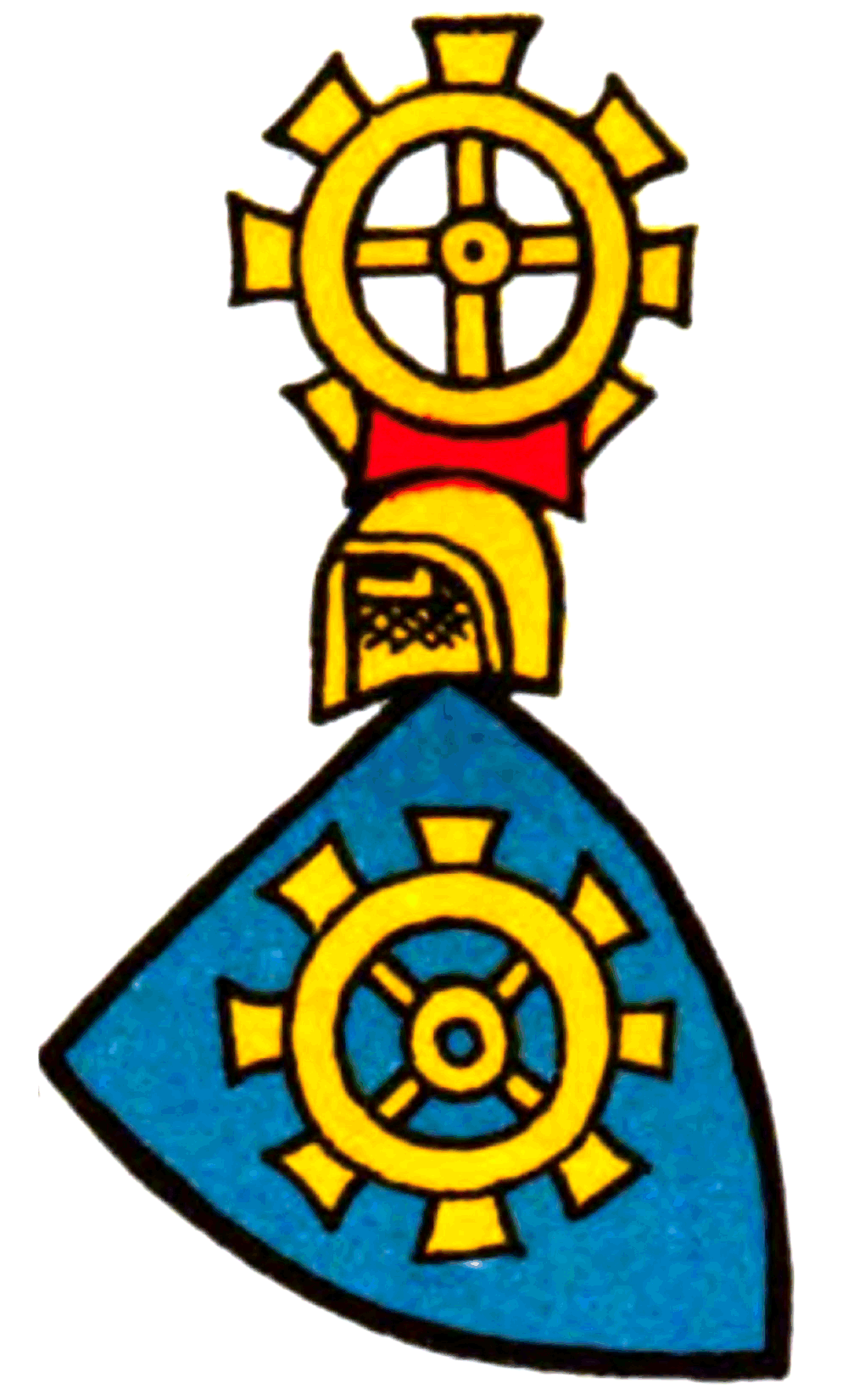
Wappen der Mülner in der Zürcher Wappenrolle, ca. 1330

Die Familie der Mülner war im 13. und 14. Jahrhundert in Zürich ein einflussreiches Rittergeschlecht.

## Familie

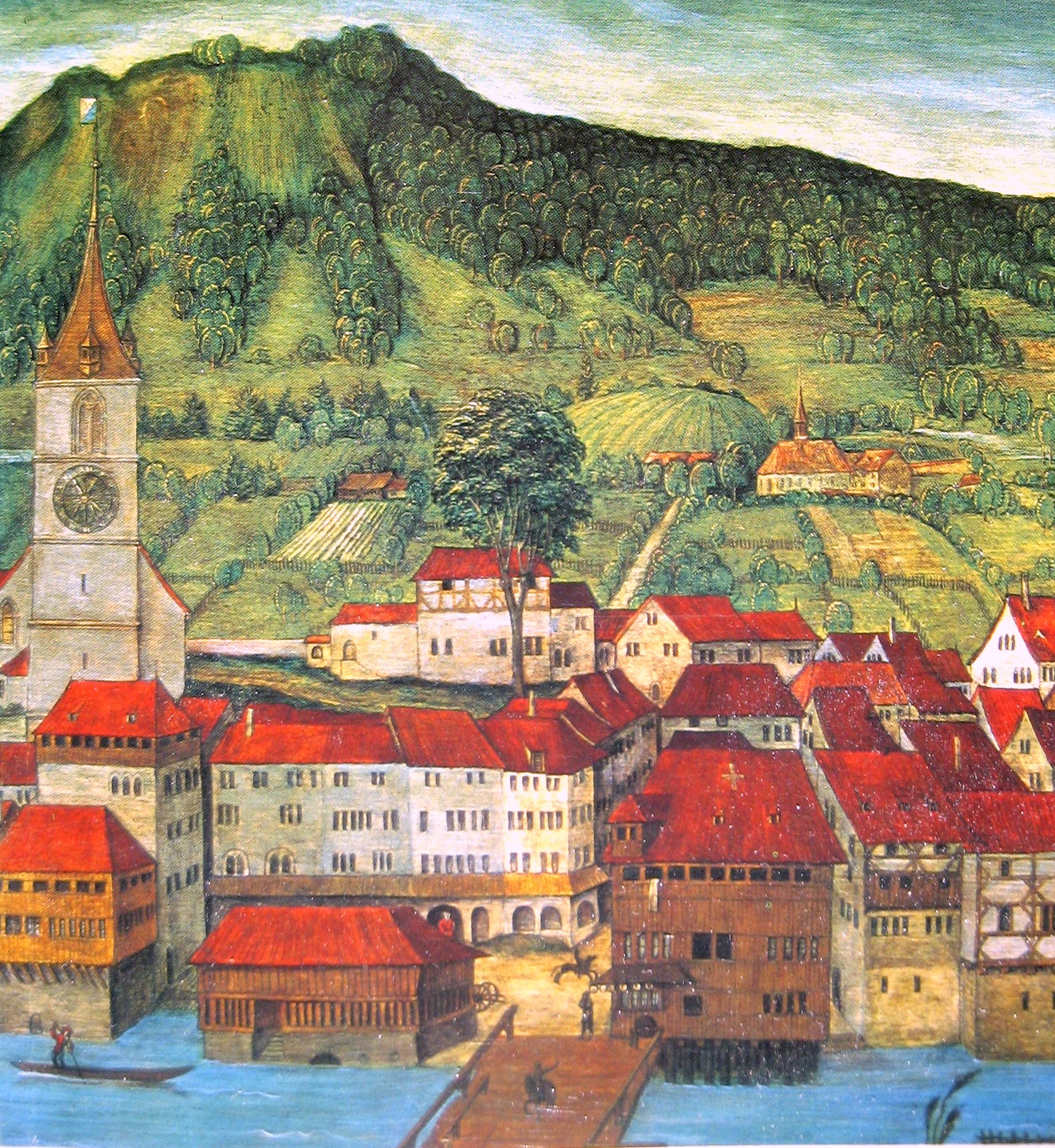
Das dunkle Haus zum Schwert auf der rechten Seite des Weinplatzes. Hans Leu der Ältere, um 1500.

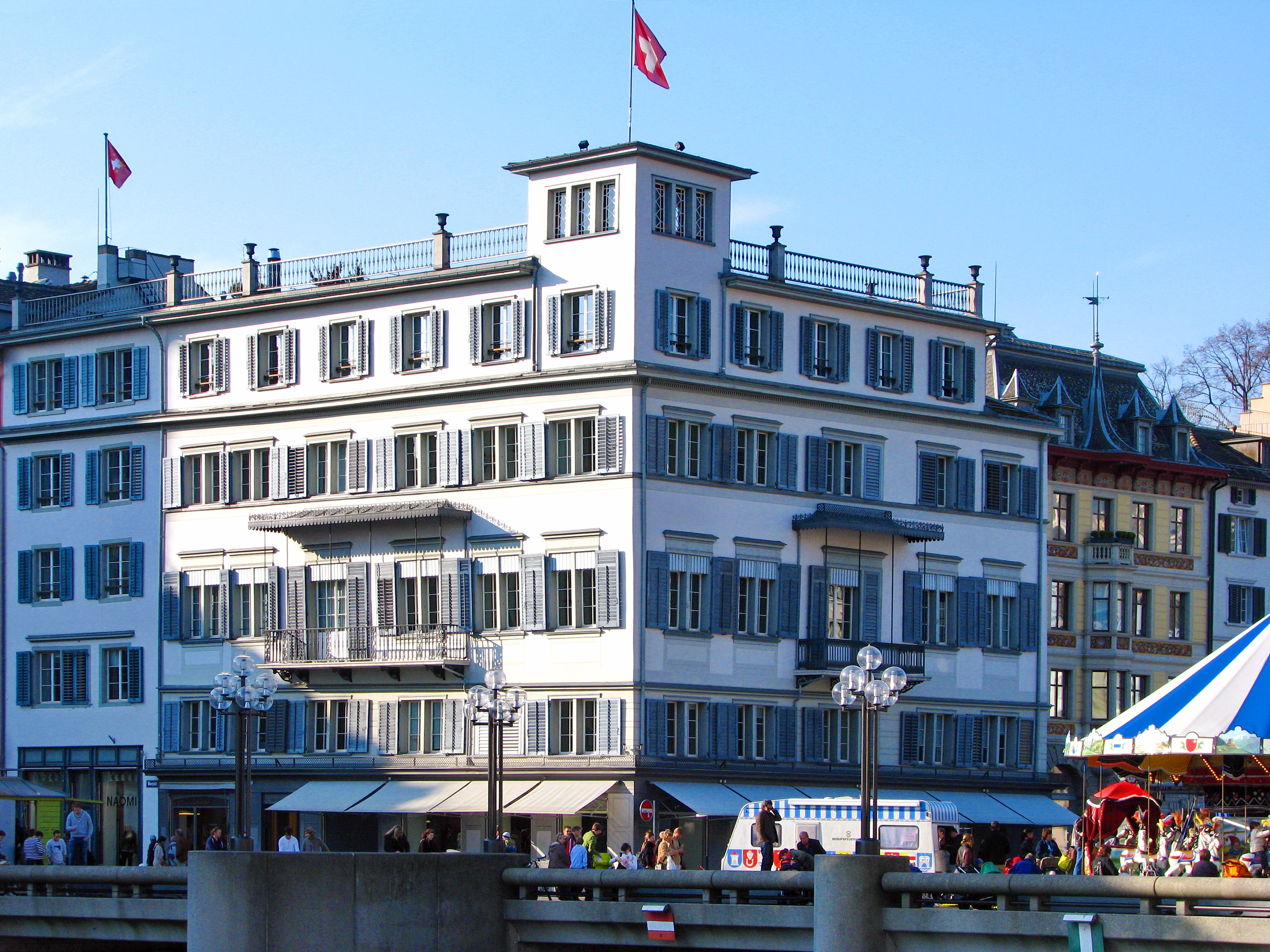
Das heutige «Haus zum Schwert»

Wie durch das Wappen angedeutet, waren die Mülner ursprünglich als Angestellte der Fraumünster Abtei bei einer der Mühlen Zürichs tätig. Später hatten sie als Beamte der Abtei Kontakt zu Adeligen der Umgebung, kamen zu Ansehen und stiegen rasch empor ins Patriziat der Stadt. Der Zusammenbruch der Macht der Mülners erfolgte hauptsächlich, weil sie sich der Stadt entfremdet und auf Habsburg gesetzt hatten. Während 133 Jahren war in der Stadt Zürich mindestens ein Vertreter der Familie im Rat vertreten.

## Rudolf, Hugo und Heinrich (1159–1225)
1159 trat die Familie mit den beiden Brüdern Rudolf Mülner und Rudolf erstmals in Erscheinung. Die Brüder werden bis 1172 in drei Urkunden in Zusammenhang mit dem Kloster St. Martin auf dem Zürichberg genannt. Belegt ist auch Hugo Mülner, unter anderem 1185 anlässlich der Gründung des Klosters von Kappel. Hugo starb am 9. April 1200. Bereits als Ritter wird 1223 Heinrich genannt, ein weiteres Mal 1225 als erster von neun Bürgern, die als der älteste bekannte Rat Zürichs gelten. Die unten erwähnten Jahreszahlen beziehen sich auf die urkundlichen Nennungen.

## Eberhard (1220–1226)
Eberhard Mülner, unter Umständen ein Sohn Heinrichs, erscheint 1220 als Ministeriale der Fraumünster Abtei und besass ein eigenes Gut in Ebersol LU. 1225 wird er als Ritter erwähnt, der sich mit dem Propst von Embrach um den Zehnten in der Pfarrei von Rorbas streitet. Er starb am 14. Februar 1226. Wegen der kurzen Zeit, in der er urkundlich genannt wird, könnte er jung verstorben sein.

## Hugo II. (1248–1255)
Die folgenden Mülner sind besser dokumentiert, so zum Beispiel der Chorherr am Grossmünster, Hugo II. Mülner. Am 12. November 1248 befahl Papst Innozenz IV., Hugo dürfe in seinen Pfründen nicht benachteiligt werden, da er im Gegensatz zu seinen Verwandten der Kirche stets treu geblieben sei. Wenig später bestätigte ihm der Papst weitere Pfründen. Weiter war er offenbar Vermittler zwischen dem Papst und seinen Verwandten, bestätigte doch am 12. Februar 1255 Papst Alexander IV., er sei mit der vom Bischof von Konstanz zugesicherten Straflosigkeit für den Ritter Jakob Mülner einverstanden. Die Art der Verwandtschaft wird nicht genannt, vermutlich war Jakob ein Bruder von Hugo.

## Jakob (1242–1287)

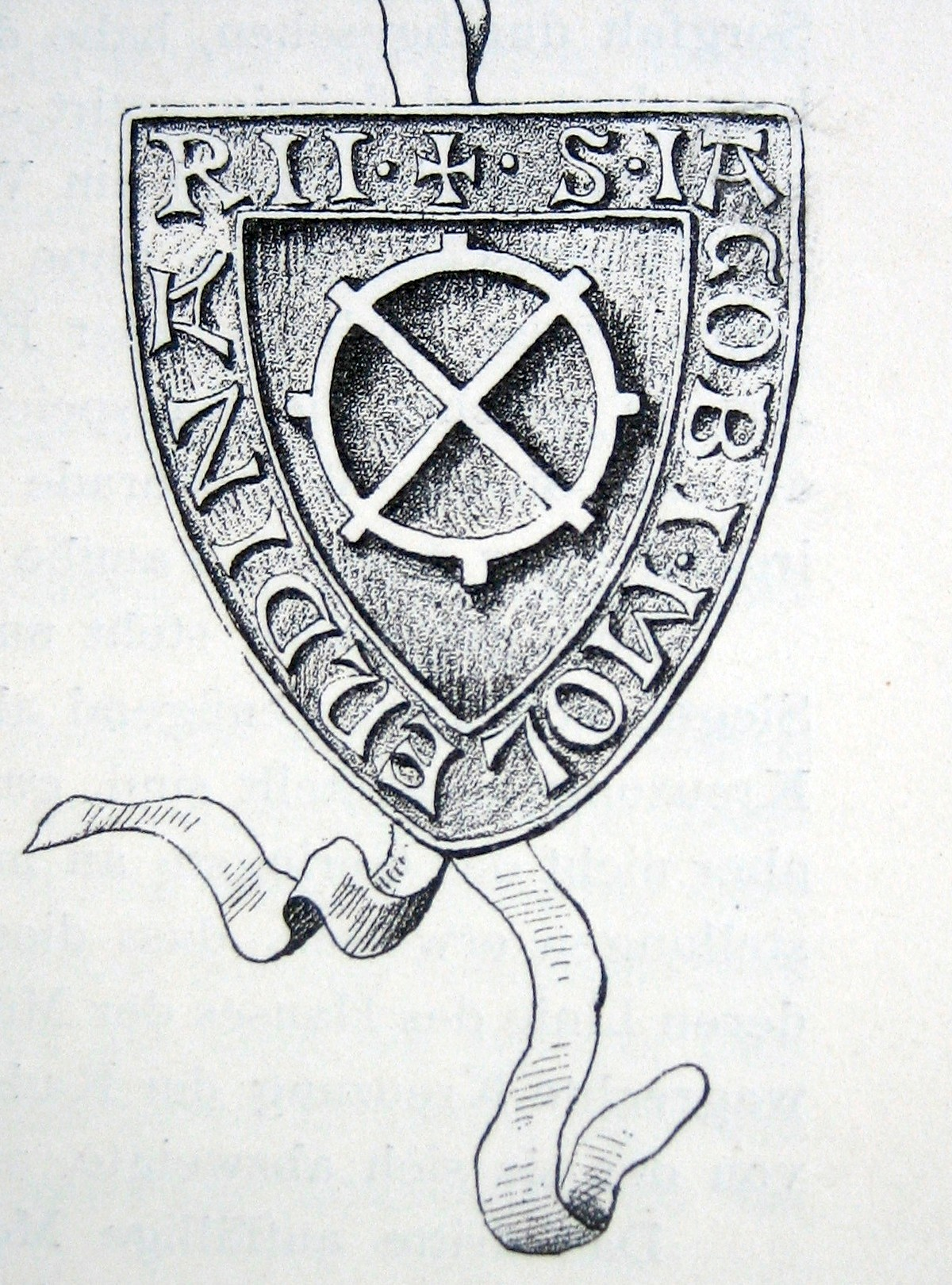
Siegel Jakob Mülners

Jacobus Molinarius, wie in lateinischen Urkunden genannt wird, ist seit 1242 als Meier der Abtei in Zürich Stadelhofen bezeugt. Da ihm innerhalb der Spannungen zwischen Kurie und Kaiser seine anfängliche Unterstützung für den Kaiser immer stärker zum Nachteil gereichten, wandte er sich, wohl auch durch Vermittlung seines Bruders Hugo II., wieder der Kirche zu und wurde zu einer führenden Persönlichkeit in der Zürcher Politik. Von den päpstlich eingestellten Freiherren von Eschenbach-Schnabelburg erhielt er die Gerichtsbarkeit über die Dörfer Albisrieden und Wiedikon zu Lehen. Um den Bau des neuen Klosters Selnau zu ermöglichen, verkaufte er dem neuen Kloster den Talacker, das Gebiet zwischen Bahnhofstrasse und Sihl, obschon das Gebiet zu seinem Lehenshof Wiedikon gehörte. Den Preis setzte er derart niedrig an, dass Rudolf von Habsburg den Verkauf später untersuchen liess und eine Nachzahlung verlangte.
1257 wird Jakob als Gefolgsmann von Hartmann V. dem Jüngeren von Kyburg genannt. Auch nennt er sich Jakob de Vriesenberch, wo er offenbar Burg und Hof von den Eschenbachern zu Lehen erhalten hatte. Auch im Gefolge des Bischofs von Konstanz wird er als Schiedsrichter in einem Streitfall erwähnt. 1272 erscheint er als Reichsvogt in Zürich, dessen Rat er von 1256 bis 1286 angehörte. Jakob starb am 16. Januar 1287.

## Jakob Mülners Nachfahren
Von den Nachfahren Jakob Mülners und seiner Frau Gertrud sind bekannt die Söhne Hugo, Jakob, Eberhard, Rudolf der Ältere und Rudolf der Jüngere. Die Tochter Adelheid heiratete später Heinrich Brun den Jüngeren und gehört damit zu den Vorfahren des späteren Bürgermeisters Rudolf Brun. Wohnstatt der Familie war der Mülnerturm an der linken Seite der Limmat an der Rathausbrücke, der älteste noch erhaltene Turm der Stadt.

## Rudolf Mülner der Jüngere (1270–1324) und seine Nachkommen

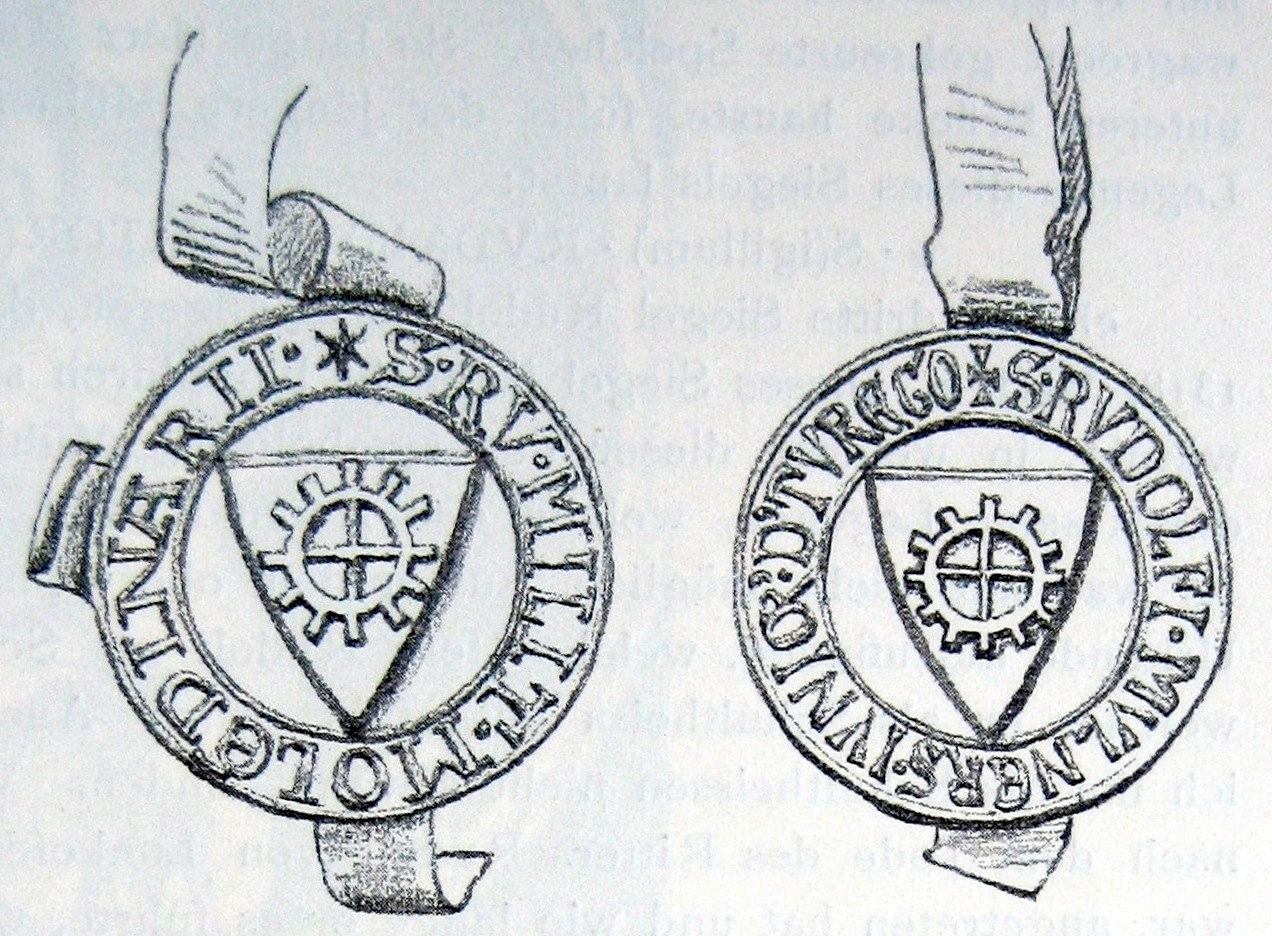
Siegel der Brüder Rudolf Mülner

Rudolf besass seine Rechte und Pflichten vor allem auf der linken Seite von Zürichsee und Limmat. Von 1304 bis 1322 sass er im Rat der Stadt Zürich, 1318 war er Schultheiss. In erster Ehe war er mit Anna von Dättnau verheiratet, seine zweite Frau hiess Guta.

### Johannes Mülner (1310–1347)
Johannes sass unter der alten Ordnung 1311 bis 1336 im Rat und nach dem Brunschen Umsturz bis 1346.

### Eberhard III. Mülner (1340–1382)
Von 1340 bis 1350 sass Eberhard III. im Zürcher Rat. In der Zeit um 1351 zum Ritter geschlagen, bekleidete er 1352 und dann ab 1357 bis zu seinem Tode am 13. Januar 1382 das Amt des Schultheissen. Er war verheiratet mit Paula von Kien, Tochter des Thuner Schultheissen Johannes I. von Kien. Von ihm stammt die erste Chronik der Stadt Zürich, die jedoch nicht mehr erhalten ist.

## Rudolf Mülner der Ältere (1259–1317) und seine Nachkommen

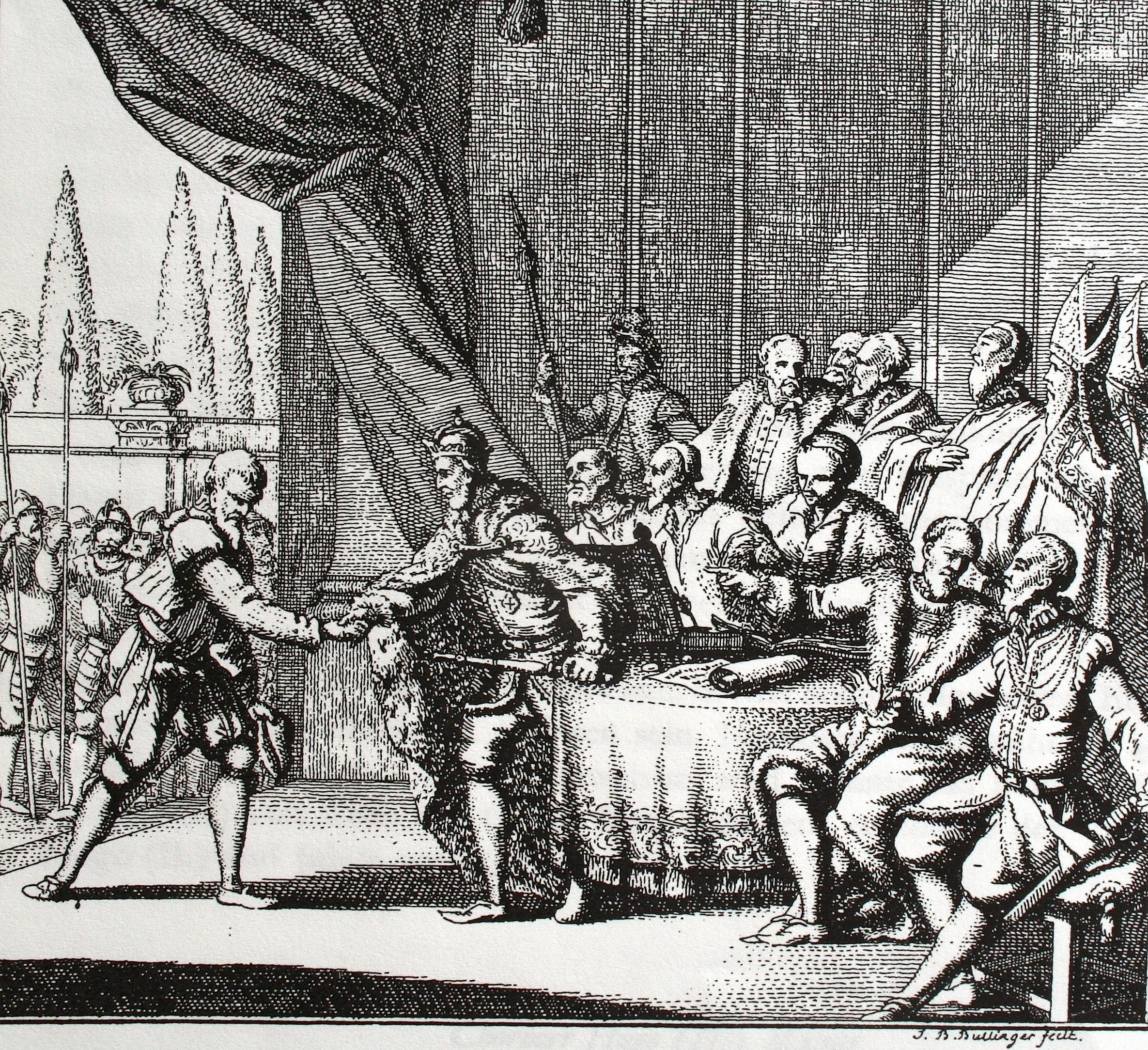
Jakob Mülner wird von König Rudolf empfangen

Der Chronist Johannes von Winterthur berichtet, dass Rudolf der Ältere Rudolf von Habsburg in einer Auseinandersetzung während der Regensberger Fehde das Leben gerettet haben soll. Das Neujahrsblatt der Stadt Zürich von 1776 berichtet darüber und zeigt, wie er von König Rudolf 1275 in Mainz empfangen wurde.
Von 1288 bis 1317 sass er für die Constaffel im Rat, wurde 1276 Ritter und war 1293/94 Reichsvogt. Beim dreijährigen Schutzbündnis von Uri und Schwyz mit Zürich vom 16. Oktober 1291 war er Vertrauensmann der Innerschweizer. Seine Frau Agnes entstammte dem Geschlecht der Hünenberger. Rudolf der Ältere starb am 6. Februar 1317.

### Götz I. Mülner (1291–1336)
Der Name Gottfried (Götz) kam durch die Hünenberger in die Familie: Gottfried von Hünenberg war der Pate von Götz I. 1291 wird er erstmals bezeugt als Chorherr am Grossmünster, wo er jedoch austrat, denn 1320 wird er als Herr der Burg Friedberg bei Meilen genannt und verheiratete sich mit Anna von Fridingen. 1321 wurde der streitbare Götz aus dem Zürcher Bürgerrecht ausgeschlossen, schien sich offenbar wieder mit den Zürchern geeinigt zu haben, denn von 1325 bis 1335 sass er im Rat. Nach und nach war er in den Besitz zahlreicher Vogteien gekommen, die zuvor jedoch bereits im Besitz seiner Vorfahren gewesen waren. Einige waren zuvor Lehen der Abtei, andere erschienen jetzt als Reichslehen, die er aus Dankbarkeit für dem Kaiser und dem Reich geleistete Dienste empfangen hatte: zwischen 1320 und 1333 waren dies Wiedikon, Stadelhofen, Witikon, Zumikon mit Waltikon und Gössikon sowie Zollikon und Küsnacht und Goldbach.

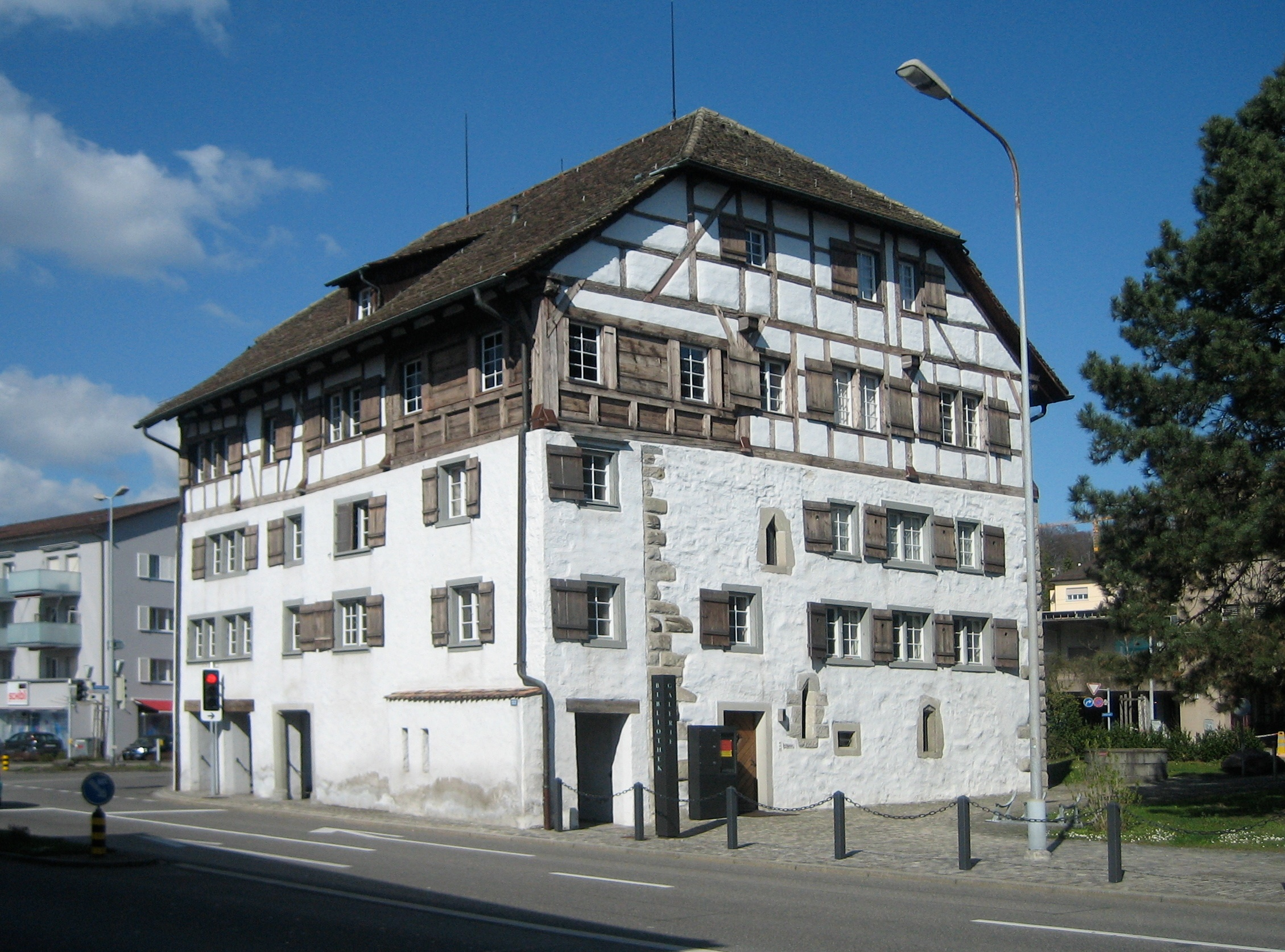
Das «Höchhus Küsnacht» in Küsnacht

Dadurch entstand am unteren Zürichsee ein fast zusammenhängendes Territorium. Zur Verwaltung seiner Güter und zur Ausübung der niederen Gerichtsbarkeit scheint Götz I. einen Ammann eingesetzt zu haben, in mehreren Urkunden ist von Berchtold des Mülners Ammann die Rede oder wie am 5. April 1322 von Berchtolde, minem ammann, der an miner statt ze gerichte sass. Sitz des Ammanns und Raum für die Abgaben aus der Vogteil war vermutlich das «Höchhus» in Küsnacht. Ob die Mülners das Haus zu diesem Zweck gebaut haben, ist unklar. Es ist aber durchaus denkbar, dass das «Höchhus» an der Stelle der in der Regensberger Fehde zerstörten Burg Wulp errichtet worden ist und die Mülners die Vogteien der Regensberger erhalten haben.
Götz I. Mülner wird auch eine wichtige, wenn nicht gar federführende Rolle in den Vorbereitungen zum Brunschen Umsturz zugeschrieben, den er allerdings nicht mehr erlebte; er starb am 3. August 1336. Verheiratet war er mit Anna von Friedingen. Von seinen sechs Kindern traten Jakob, Rudolf und Heinrich in den geistlichen Stand, zwei Töchter heirateten die Herren von Goldenberg und Tettingen. Über den Nachlass von Götz I. Mülner wurde ein Urbar erstellt.

### Götz II. Mülner (1342–1383)
Mit Götz II., seit 1342 verheiratet mit Margareta von Hallwyl, vollzog sich bei den Mülnern der Übergang von Zürich zu den Habsburgern. Zwischen 1364 und 1356 war er noch im Zürcher Rat vertreten. Neben dem mächtigen Rudolf Brun sah er vermutlich keine weiteren Aufstiegsmöglichkeiten; diese sah er vielmehr beim Hause Habsburg. 1359 empfing er vom Herzog von Österreich die Burghut über Rapperswil und wurde Landvogt über Glarus, das wieder an Habsburg gefallen war. 1362 schloss er mit dem Herzog einen Dienstvertrag, 1370 übernahm er Pfäffikon und Wollerau, 1377 erscheint er als österreichischer Vogt im Aargau, Thurgau und im Schwarzwald. Vermutlich erhielt er einige von diesen Aufgaben anstelle einer Bezahlung und ihn deshalb anderweitig entschädigte – oder weil ihm Mülner mit Darlehen aushalf. Das galt am ehesten für die Lehen des Schlosses Andreas bei Cham, den Zoll bei Brugg und das Freiamt. Es scheint, als wolle der Herzog ihm das Gebiet überlassen, welches zwischen Zugersee und Albis einen Keil zwischen die Eidgenossen und Zürich trieb, obwohl Zürich schon seit 1351 zur Eidgenossenschaft gehörte.
1379 wurde er Hofmeister bei Herzog Leopold, gleichzeitig war seine Tochter Anna in Zürich mit Rüdiger Manesse verheiratet. 1377/78 war Götz II. am Hof von Burgund, um in einer geplanten Ehe zwischen Burgund und Habsburg zu vermitteln, die da doch nicht zustande kam.
Götz II. führte ein aufwändiges Leben, für das immer neue Mittel bereitgestellt werden mussten. Davon profitierte auch die Stadt Zürich, der Götz 1357 Zollikon, Trichtenhausen und Stadelhofen verkaufte. Die Rechte an Burg und Stadt Rapperswil verkaufte Götz dem Grafen von Toggenburg. Götz II. starb am 30. November 1383.

### Götz III. Mülner (1383–1386)
Götz III. hatte zu Zürich praktisch keine Verbindungen, da er wohl am Hof von Herzog Leopold aufwuchs. Schon kurz nach dem Tod seines Vaters erhielt er von Leopold alle Lehen überschrieben. Am 1. Juni 1384 verkaufte er der Stadt Zürich die 1372 seinem Vater von Kaiser Karl IV. verliehenen und vom römisch-deutschen König Wenzel 1379 bestätigten Reichslehen Küsnacht und Goldbach, womit er Zürich zu dessen Entwicklung zum Territorialstaat einen Beitrag lieferte. Götz III. fiel auf der Seite der Habsburger in der Schlacht von Sempach am 9. Juli 1386. Sein Name und Wappen sind in der Schlachtkapelle abgebildet. Begraben wurde er zusammen mit dem ebenfalls gefallenen Herzog Leopold und anderen Rittern in Königsfelden, wo in der Klosterkirche seine steinerne Grabtafel erhalten geblieben ist; auch ist er unter den an der Kirchenwand gemalten Rittern zu finden. Seine Erbinnen waren seine Tanten Anna Manesse-Mülner, die Witwe des Bürgermeisters Rüdiger Manesse und Verena Schellenberg-Mülner.

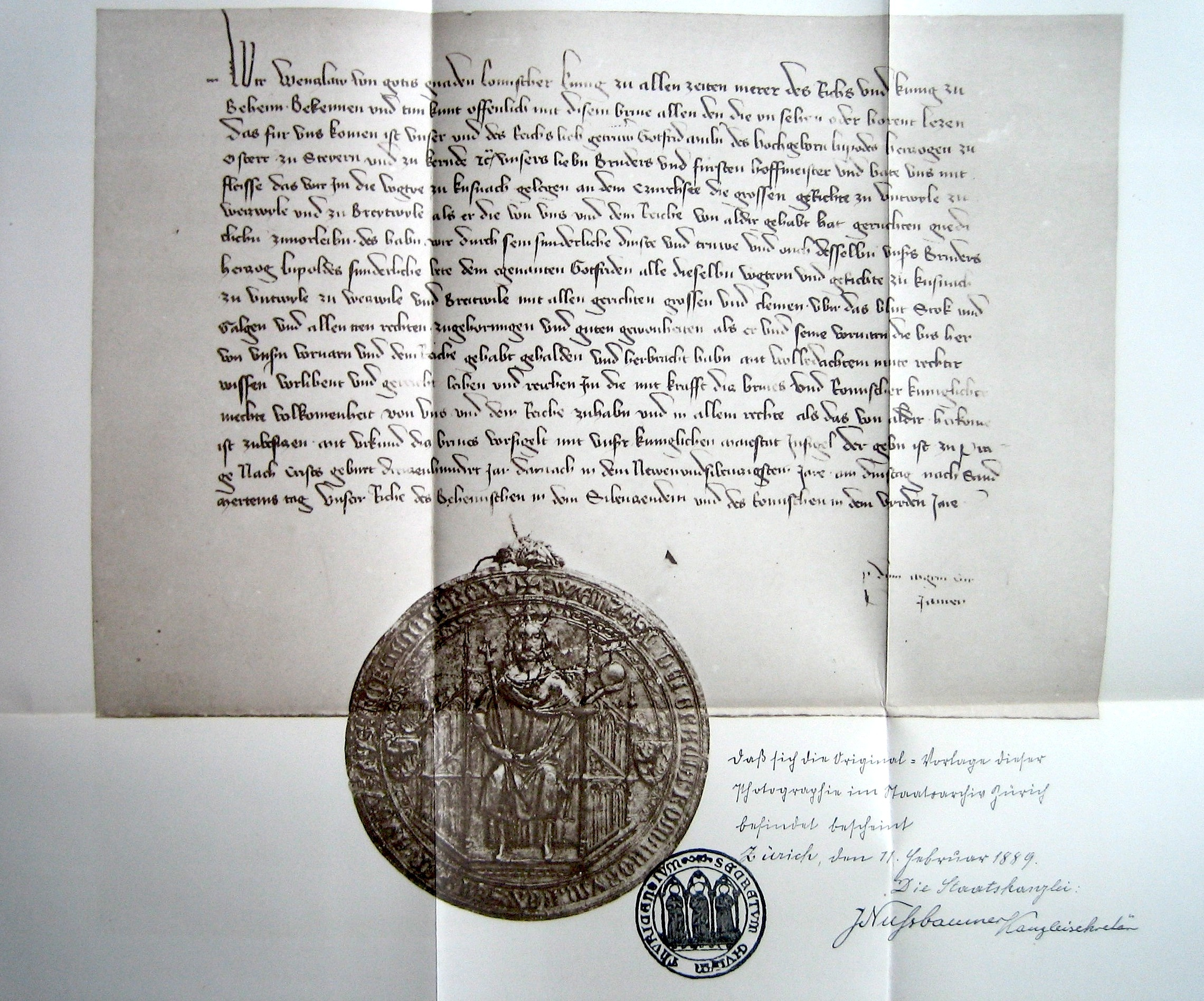
Urkunde der Verleihung der Reichslehen von König Wenzel
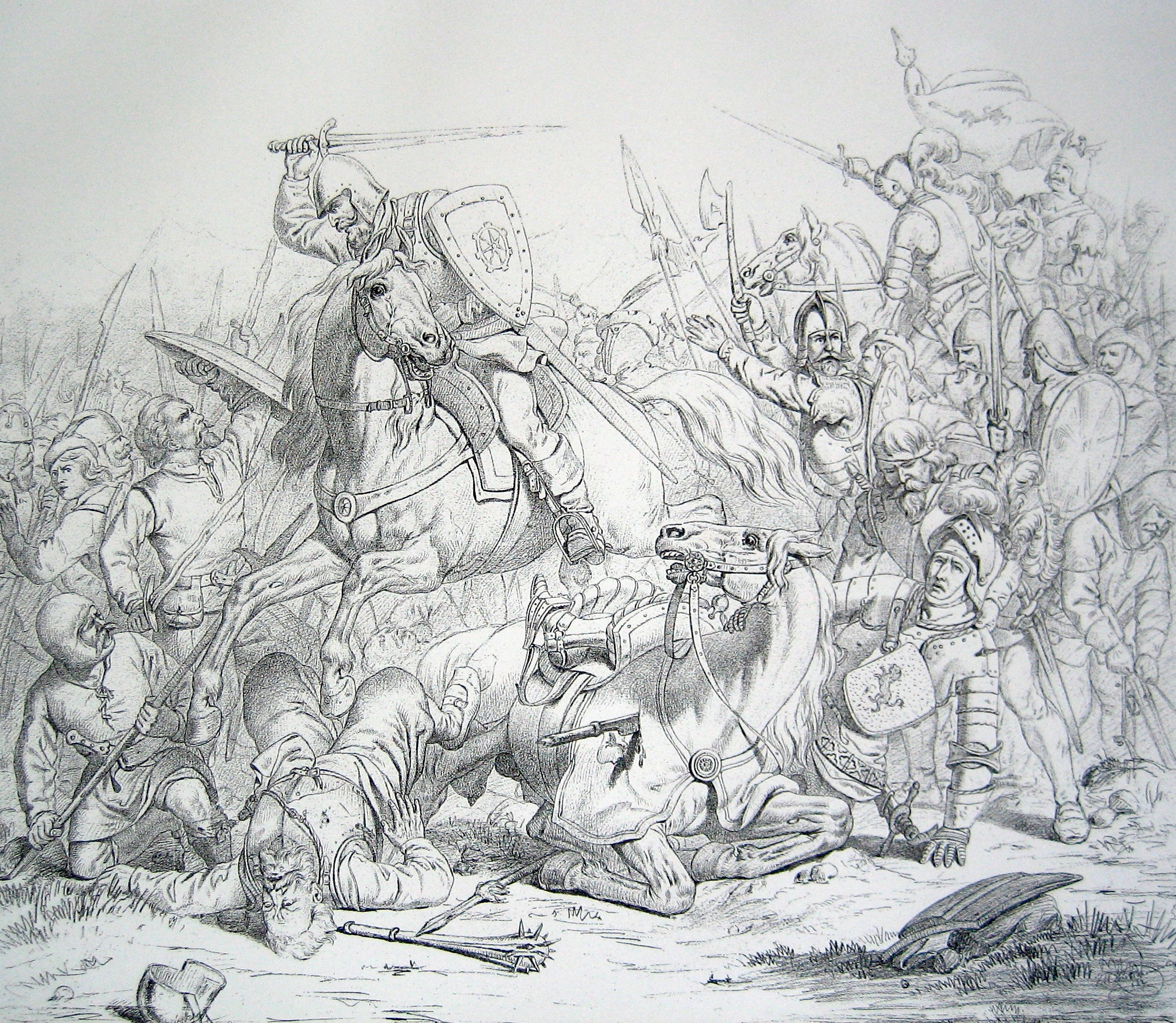
Götz III. kämpft in der Schlacht von Sempach
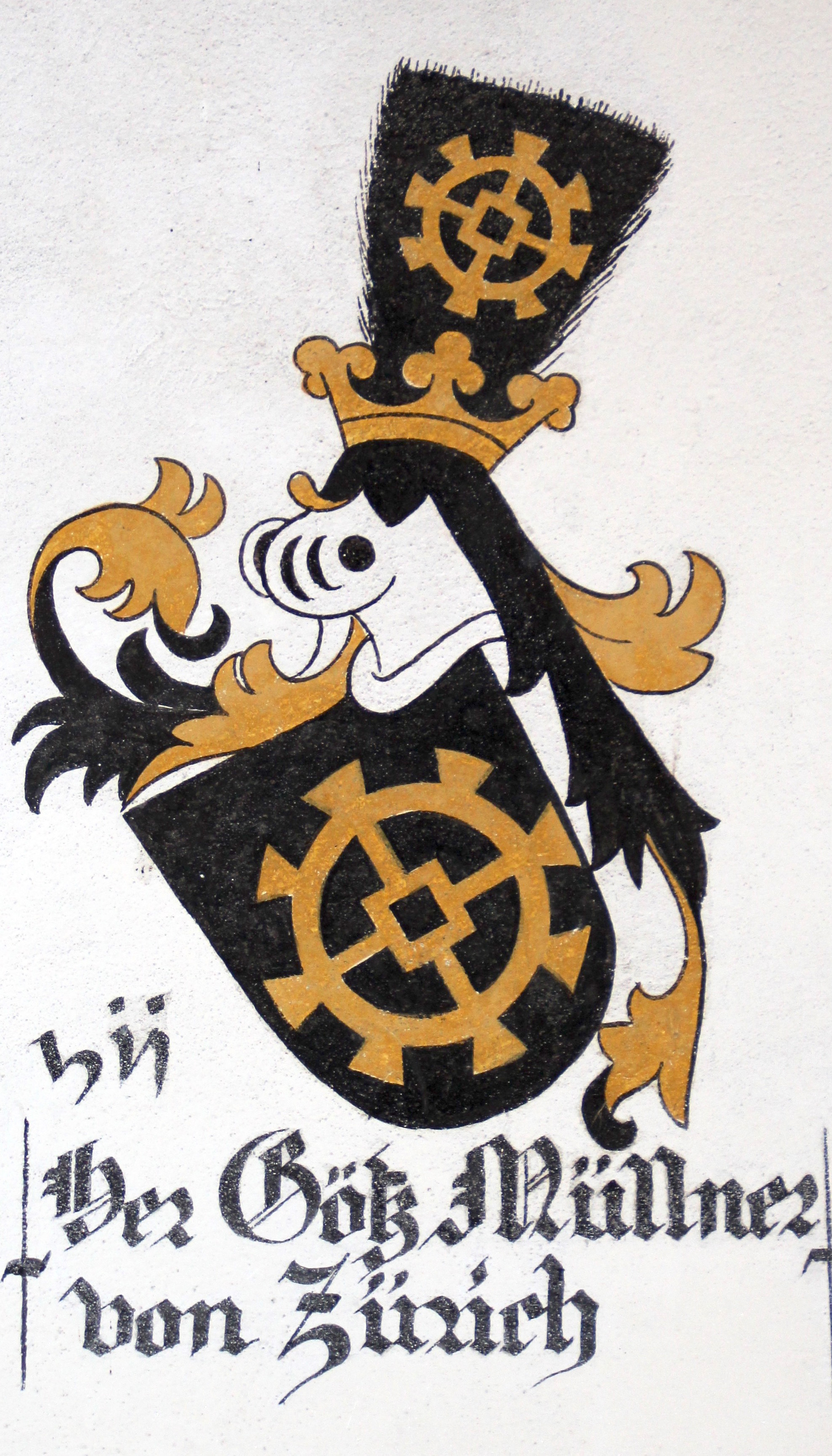
Mülners Wappen in der Schlachtkapelle Sempach